# Кремлёвский пул

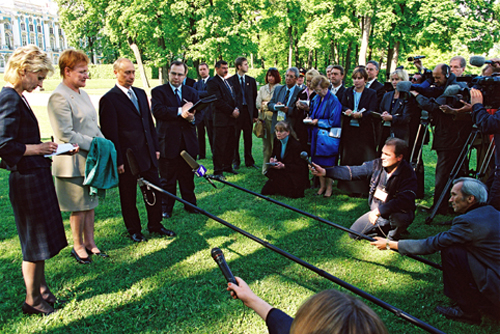
26 мая 2002 года. Журналисты берут интервью у Владимира Путина и Тарьи Халонен

Кремлёвский пул (англ. pool — объединение, коллектив, рабочая группа), также известен как «Президентский пул» — неофициальное название группы журналистов, на постоянной основе освещающих деятельность Президента Российской Федерации.
У журналистов кремлёвского пула нет аккредитационных карточек и удостоверений, предоставляющих возможность свободно посещать Кремль и рабочую резиденцию президента Российской Федерации — России. Название «кремлёвский пул» стало употребляться с середины 1992 года по аналогии с White House press corps — журналистами, освещающими деятельность президента США и посещающими брифинги в Белом доме в Вашингтоне.

## Аккредитация
Аккредитацией на встречи с участием президента России занимается департамент пресс-службы Кремля. На постоянной основе освещают мероприятия главы государства около 30 российских телерадиокомпаний, газет, журналов и информационных агентств. Также приглашаются и западные агентства «Рейтер», «Блумберг», «Ассошиэйтед Пресс».

## Работа «по пулу»
На мероприятия с участием президента приглашается весь кремлёвский пул. Но работают по программе главы государства журналисты и фотограф по пуловым карточкам. Обычно это три — четыре пула на одном мероприятии. Количество карточек на журналистов: от трёх до 30. В обиходе это называется «работой по пулу». Как вспоминает участник кремлёвского пула Игорь Щёголев, иногда этот термин трактуется стенографистками как фамилия «Популу».
«Работа по пулу» среди агентских журналистов предполагает присутствие на мероприятии одного информационщика, который затем передаёт информацию не только для своего агентства, но и для конкурентов. Такая практика удобна для работы в праздничные дни, на выездных мероприятиях или когда в течение одного дня необходимо осветить сразу несколько событий. В этом случае агентства договариваются о времени выпуска информации на ленту, хотя окончательная редакция текста может немного отличаться. Одинаковыми должны оставаться только цитаты.

## Правила работы

### 1990-е годы
В интервью газете «Комсомольская правда» ветеран «кремлёвского пула» Вячеслав Терехов говорил, что трижды исключался из пула:

— Пусть не обижается на меня Чубайс, но это при нём начали в Кремле гайки закручивать, когда он стал главой президентской администрации (…) Даже пул тогда решили поменять — меня тоже к лешему вытурили. А потом поняли: то, что мы делаем в Кремле, — это не паркетная работа, башкой надо думать. И меня вернули.
— А тебя сколько раз отлучали от Кремля?
— Три раза.

Корреспондент газеты «Комсомольская правда» Александр Гамов утверждает, что он также трижды подвергался «отлучению».

### 1999—2012
В книге «Байки Кремлёвского диггера» Елена Трегубова изложила негласный свод правил, установленных для журналистов одним из руководителей пресс-службы Кремля:
Правило номер один (…) Вы, конечно, можете писать любые статьи. Но только потом не удивляйтесь, когда мы вас не включим в списки аккредитации на освещение следующего президентского мероприятия.
Правило номер два (…) Никто не имеет права задавать президенту вопросы, которые предварительно не согласованы (…)
За нарушение неписаных правил пресс-служба могла лишить журналиста возможности посещать мероприятия с участием президента — как на время, так и навсегда, что журналисты на своем жаргоне называют «отлучением».
Журналист газеты «КоммерсантЪ» Елена Трегубова из-за резкого тона её статей была, по её словам, лишена аккредитации в Кремле в 2001 году. Годом ранее она подвергалась временному «отлучению»:
Летом 2000 года Кремль лишает меня аккредитации на освещение визитов Путина в Испанию и Германию за то, что во время его поездки в Ярославль я задала Путину «несанкционированный» вопрос о Березовском. (…) я получаю неоспоримое доказательство того, что приказ о моём «отлучении от Кремля» мог поступить только непосредственно от президента.
Фотограф «Комсомольской правды» Анатолий Жданов в 2008 году рассказал, как ему одному из первых удалось снять Путина с голым торсом в раздевалке после одной из тренировок:
Естественно, охрана меня выгнала, но снимок был сделан — ни фотокамеру не отобрали, ни снимок не удалили.

### С 2012 года
Во время третьего срока президента Путина случаев отказа в аккредитации не было. Отлучение от работы применяется как краткосрочная «воспитательная» мера. Например, корреспондент издания «LifeNews» после опубликования записи закрытой части совещания президиума Госсовета в Элисте был отлучён от работы в пуле на неделю.
В июне 2021 года за освещение митингов в поддержку Алексея Навального из пула были исключены корреспонденты телеканала «Дождь».

## Кремлёвский пул в социальных сетях

### Блогеры
3 сентября 2009 года пресс-секретарь президента Наталья Тимакова пригласила блогера — фотолюбителя Рустема Адагамова, выступающего в ЖЖ под ником Drugoi. Он подготовил иллюстрированный репортаж для своего блога в ЖЖ о встрече президентов Индии и России, заметив:
Я бродил по залу и смотрел, как работают журналисты.
Ранее этот блогер критиковал работу президентских личных фотографов и утверждал, что они «неинтересно снимают главу государства». После поездки в Швецию на саммит Россия-ЕС Адагамов принял решение завершить проект, так как посчитал, что его «могут использовать для улучшения имиджа Кремля». Сейчас почти все корреспонденты «кремлёвского пула» имеют аккаунты в социальных сетях. В Фейсбуке есть закрытая группа для корреспондентов пула «RA-96018».
Также есть сообщество ВКонтакте и Telegram-канал под названием RIA_Kremlinpool.

## Фильмы
Телекомпания НТВ сняла документальный фильм о работе журналистов, освещавших деятельность президента Путина, который назывался «Говорит и показывает Кремль» (автор и ведущий — Дмитрий Новиков). Фильм впервые вышел в эфир 25 декабря 2004 года.

## Пресс-секретари президента РФ и кремлёвский пул
- Вячеслав Костиков — пресс-секретарь Бориса Ельцина в 1992—1994 годах[15].
- Сергей Медведев — пресс-секретарь Президента РФ в 1995—1996 годах.
- Сергей Ястржембский (август 1996 — сентябрь 1998 г.), при нём был сформирован постоянный состав «кремлёвского пула», стали отслеживаться публикации о президенте в СМИ, а сам президент стал получать дайджест, при подготовке которого использовался обзор не двадцати изданий, а более пятисот[16].
- Дмитрий Якушкин — пресс-секретарь Бориса Ельцина с 18 сентября 1998 по 3 января 2000 года.
- Алексей Громов — пресс-секретарь Владимира Путина с января 2000 года и до окончания его второго президентского срока.
- Наталья Тимакова — пресс-секретарь Дмитрия Медведева с мая 2008 года по май 2012 года. В 1990-е годы представляла в «Кремлёвском пуле» газету «Московский комсомолец»[17].
- Дмитрий Песков — пресс-секретарь Владимира Путина с мая 2012 года.

## Члены кремлёвского пула

### Репортёры
- Вячеслав Терехов — освещает работу глав государства с 1983 года, вице-президент агентства «Интерфакс»
- Алексей Мешков[18] — в пуле с 2001 года. В 2003 году в Кэмп-Дэвиде и в 2005 году в Братиславе на пресс-конференциях на российско-американских саммитах вступал в словесную перепалку с президентом США Джорджем Бушем[19]
- Валерий Санфиров — радиостанция «Маяк»
- Михаил Петров — участник кремлёвского пула с 2002 по 2014 годы, агентство «ИТАР-ТАСС»
- Елена Глушакова — участник кремлёвского пула с 2004 года, агентство «РИА Новости»
- Ирина Чумакова — участник кремлёвского пула с 2006 года, агентство «РИА Новости»
- Вероника Романенкова — участник кремлёвского пула с 2001 года, информационное агентство «ТАСС»
- Наталья Славина — участник кремлёвского пула с 2001 по 2015 год, информационное агентство «ТАСС» (сейчас работает в США)
- Георгий Гулиа — участник кремлёвского пула с 2000 года, агентство «Интерфакс»
- Олег Осипов — участник кремлёвского пула с 2000 по 2014 год, агентство «РИА НОВОСТИ»
- Андрей Денисов — участник кремлёвского пула с 2000 по 2011 год, газеты «Время новостей», «Московские новости»
- Инга Юмашева — участник кремлёвского пула с 2010 по 2014 год, радиостанции «Маяк», «Вести ФМ»
- Михаил Калмыков — участник кремлёвского пула с 2001 года, с 2002 года замгендира агентство «ИТАР-ТАСС»
- Андрей Колесников — участник кремлёвского пула с 2001 г. по 2008 год, газета «Коммерсантъ» и журнал «Русский пионер»[20]
- Игорь Щёголев — в 1997—1998 годах освещал деятельность президента Бориса Ельцина. С 2008 года — министр связи и массовых коммуникаций Российской Федерации
- Ксения Каминская — участник кремлёвского пула с 2006 по 2012 год, агентство «ИТАР-ТАСС»
- Борис Грищенко — участник кремлёвского пула с 1970-х годов по 2004 год, заместитель гендиректора ИА «Интерфакс»[21]
- Елена Трегубова — участник кремлёвского пула с 1997 по 2001 год, газета «Сегодня», «Русский телеграф», «Известия», «Коммерсантъ»[22]
- Маргарита Симоньян — участник кремлёвского пула с 2002 по 2005 год, телеканал «Россия», ныне главный редактор телеканала «Russia Today»[23]
- Антон Верницкий — Первый канал
- Владимир Кондратьев — НТВ
- Александр Жестков[24] — работал в кремлёвском пуле с 2001 по 2013 год, телекомпания РЕН ТВ[25]
- Виктория Приходько (2006—2016 годы, «Московский комсомолец»)
- Александра Прокопенко — участник кремлёвского пула с 2009 по 2015 год, информационное агентство «ТАСС»
- Александр Гамов — «Комсомольская правда»[26]
- Лариса Кафтан — «Комсомольская правда»
- Александр Латышев (до 2010 года, «Известия»)[27]
- Елена Шишкунова (до 2012 года, «Известия»)
- Наталия Меликова (до 2008 года, «Независимая газета»)
- Владимир Чернышёв (2002—2016 годы, НТВ)[28][29]
- Андрей Черкасов (2006—2009 годы, НТВ)[29]
- Дмитрий Новиков (2004—2015 годы, НТВ)[29]
- Никита Анисимов (2002—2011 годы, НТВ)[29]
- Роман Соболь — НТВ[29]
- Владимир Нестеров (Шахбаз) (2006—2012 годы, Первый канал)
- Владислав Воробьёв (2001—2005 годы, «Российская газета»)
- Павел Пчёлкин — участник кремлёвского пула с 2000 года, Первый канал[30]
- Ольга Денисова — участник кремлёвского пула с 2010 года, радиокомпания «Голос России»
- Татьяна Кособокова (2008-2012 годы), «РБК»

### Фотографы
По сообщению «Известий» 14 мая 2008 года во время презентации фотоальбома «Владимир Путин. Лучшие фотографии», вышедшего в издательстве «Художественная литература», команда профессиональных фотографов, входивших в «кремлёвский пул», состояла минимум из 33 человек.
- Дмитрий Азаров — фоторепортёр, Издательский дом «Коммерсантъ»[32].
- Павел Ионас — фоторепортёр, один из старейших действующих фоторепортеров кремлёвского пула, снимает первых лиц государства с 1980 года, официальный представитель ресурса club.foto.ru
- Александр Астафьев — фоторепортёр, участник кремлёвского пула с 2004 года, газета «Московский комсомолец».
- Дмитрий Астахов — фоторепортёр, участник кремлёвского пула с 2000 года, газета «Известия». С 2007 года — личный фотограф президента РФ.
- Денис Гришкин — газета «Ведомости», с 2011 года личный фотограф мэра Москвы.
- Сергей Гунеев — старейший из действующих фоторепортёров кремлёвского пула, снимает первых лиц государства с 1978 года, РИА Новости, журнал «Time».
- Алексей Дитякин — заместитель главного редактора газеты «Сегодня», с 2001 года — заместитель главного редактора журнала «Итоги», фоторепортёр.
- Анатолий Жданов — фоторепортёр, газета «Комсомольская правда», газета «Известия».
- Константин Завражин — фоторепортёр, участник кремлёвского пула с 1999 года.
- Александр Земляниченко[33] — шеф-фотограф бюро AP в Москве.
- Михаил Климентьев — по состоянию на март 2009 года — личный фотограф президента Д. А. Медведева[34].
- Александр Миридонов — фоторепортёр, участник кремлёвского пула с 2008 года, Издательский дом «Коммерсантъ».
- Алексей Панов[35].
- Владимир Родионов — по состоянию на март 2009 года — личный фотограф президента Д. А. Медведева[36].
- Сергей Смирнов — газета «Известия», снимал всех лидеров страны, начиная с Никиты Хрущева и заканчивая Борисом Ельциным.
- Александр Шалгин — фоторепортёр, «Независимая газета»[37], «LifeNews».
- Екатерина Штукина — фоторепортёр, газета «Известия», с сентября 2011 года личный фотограф Президента РФ.
- Наталья Колесникова — фоторепортёр Франс-Пресс[38].
- Глеб Щелкунов — фоторепортёр, газета «Известия», издательский дом «Коммерсантъ».
- Илья Воробьёв — Newsweek.
- Иван Секретарёв — руководитель службы создания фотоконтента, МИА «Россия Сегодня».

### Телеоператоры
- Виктор Сёмин — Первый канал
- Олег Макаров — Телеканал «Россия»
- Евгений Костин — Телеканал «Россия»

## Факты
- Согласно журналисту Андрею Колесникову, в феврале 2007 года во время визита Владимира Путина в Саудовскую Аравию всем женщинам-журналисткам «кремлёвского пула», несмотря на 37-градусную жару, пришлось надеть чёрные хиджабы[39].
- Как заявил в интервью накануне своего 70-летнего юбилея в августе 2009 года один из старейших журналистов пула Вячеслав Терехов[4]:

— Журналистам кремлёвского пула можно было пить всегда, лишь бы не попадаться. 

— А почему нельзя-то стало? 

— Дело в том, что один из нашего пула, не буду говорить, кто, во время поездки выпил и решил даже послать недопитую бутылку вина одному вице-премьеру… Тот обиделся, он был непьющий.
- В 2006 году белорусские власти не пустили официально аккредитованных двух фотографов и журналистку, прибывших с делегацией российского президента, в здание, где проходил саммит СНГ в Минске, так как Александру Лукашенко не понравились фотографии и статьи в данных изданиях. В знак протеста саммит покинули все остальные журналисты и фотографы «кремлёвского пула»[40].

## Мифы и легенды
- Газета «Стрингер» написала, что перед тем как принять журналиста в «настоящий кремлёвский пул», замглавы администрации президента Владислав Сурков долго слушал, насколько умело журналист ругается матом в адрес оппозиции. Затем Сурков вносил коррективы в лексикон журналиста и выдавал номерной словарик, в котором содержатся обороты и эпитеты в адрес оппозиционных политиков. Словарик журналист обязан был сдать в спецархив ФСО после перехода на другую работу, но за особые заслуги книжка передавалась ему в постоянное пользование[41].

Разделение пулов на «путинский» и «медведевский».
- 3 декабря 2009 года корреспондентки «Независимой газеты» сообщили о новых негласных правилах пресс-служб президента и правительства, согласно которому журналистам «кремлёвского пула» будет предложено впредь не участвовать в мероприятиях и поездках председателя правительства Владимира Путина, а журналистам, на постоянной основе освещающим работу правительства, — не посещать мероприятия с участием Дмитрия Медведева. Газета ссылалась на свой источник в Госдуме, который утверждал, что такое распоряжение, якобы, уже поступило руководителям крупнейших телеканалов и в ближайшее время коснется также и репортёров газет. Авторы приводили слова пресс-секретаря Владимира Путина Дмитрия Пескова, который утверждал, что разделение журналистов на «премьерских» и «президентских» поможет навести порядок в пулах.

По мнению издания, нововведение позволит снизить уровень прозрачности власти и скрыть возможные разногласия между президентом и премьер-министром.